# Gavin Arthur

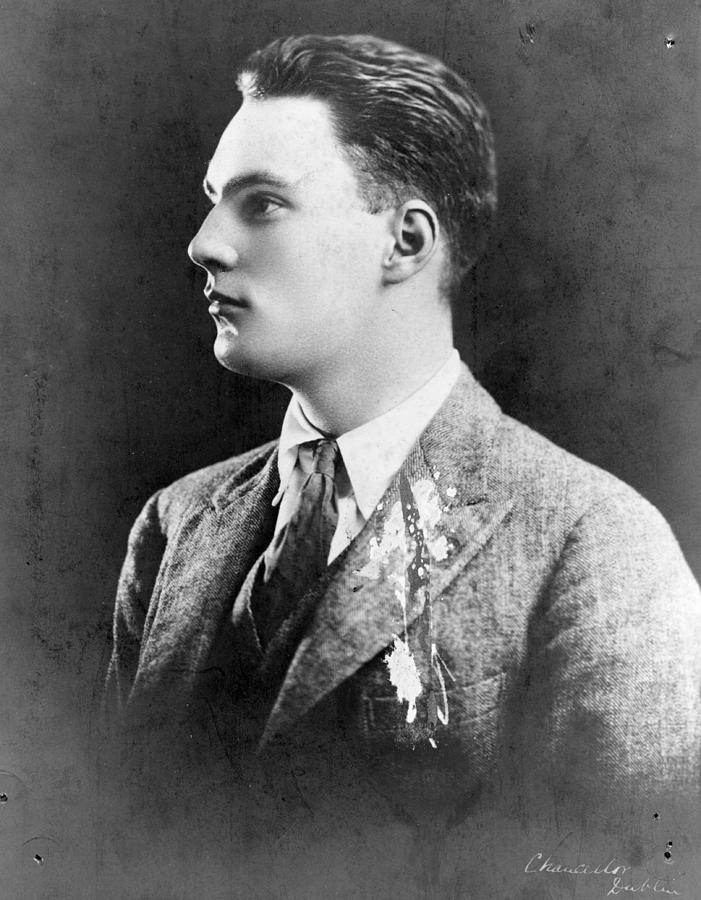
Gavin Arthur (ca. 1920)

Chester Alan „Gavin“ Arthur III (* 21. März 1901 in Colorado Springs, Colorado; † 28. April 1972 in San Francisco, Kalifornien) war ein US-amerikanischer Astrologe und Sexologe. Er war der Enkel von Chester A. Arthur, dem einundzwanzigsten Präsidenten der Vereinigten Staaten. Er beteiligte sich an der irischen Unabhängigkeitsbewegung und nahm gegen Ende seines Lebens an der Gegenkultur der 1960er Jahre teil.

## Frühes Leben
Chester Alan Arthur III wurde 1901 als Sohn von Chester Alan Arthur II und dessen Frau Myra Fithian Andrews geboren. Er war der Enkel von Chester A. Arthur, dem einundzwanzigsten Präsidenten der Vereinigten Staaten. Arthur II war indirekt am Trinchera Estate beteiligt, einer 100 km² großen Ranch, die eine der Haupteinnahmequellen seiner Familie darstellte. Seine Mutter war eine Anhängerin östlicher Religionen, was auch ihn beeinflusste. Anfang der 1920er Jahre waren beide Mitglieder des Tantrik Order of America, einer sexualmagischen Gruppe, die von Amerikas erstem Yogi Pierre Bernard geführt wurde.
Arthur studierte in den frühen 1920er Jahren am Columbia College in New York, wo er 1924 seinen Abschluss machte und der Philolexian Society angehörte. Arthur war ein Bewunderer der Werke des britischen Dichters und Aktivisten Edward Carpenter.

## Laufbahn
Nach seinem College-Abschluss war Arthur in der Irisch-Republikanischen Bewegung und lebte in New York, Frankreich und Irland. Während seines Aufenthalts in Europa spielten Arthur und seine Frau Charlotte 1930 in dem Avantgarde-Film Borderline mit, in dem auch H.D. und Paul Robeson mitwirkten. Anfang der 1930er Jahre zog er nach Pismo Beach, Kalifornien, und begann sich „Gavin“ zu nennen. Arthur gründete eine Kunst- und Literaturkommune und gab die kurzlebige Zeitschrift Dune Forum heraus, mit der Absicht, „das kreative Denken Amerikas auszudrücken, das nicht nach Europa, sondern nach Westen blickt“. Amy Hart schrieb, dass die Zeitschrift eine „Plattform war, auf der die Dunites ihre unterschiedlichen Weltanschauungen und religiösen Ideale zum Ausdruck bringen konnten“. Die Dunites waren eine Gruppe von Künstlern und Mystikern, die von den 1930er bis 1950er Jahren in den Guadalupe-Nipomo-Dünen lebten. Arthur, einer der berühmtesten Dunites, beschrieb die Gruppe im Dune Forum als „intensiv individualistisch, mit Ideen, die so unterschiedlich waren wie alle anderen im Land“. Die Zeitschrift erschien in sieben Ausgaben zwischen 1933 und 1934.
Im Jahr 1934 trat Arthur der Utopian Society of America bei. Zwischen 1936 und 1937 schrieb er sechs Artikel, die im Labor Defender veröffentlicht wurden, und er arbeitete als Redakteur mit Langston Hughes zusammen. Nach dem Tod seines Vaters im Jahr 1937 wurde das gesamte finanzielle Vermögen von Arthur II. zu gleichen Teilen an seinen Sohn Gavin und dessen Frau verteilt. Er erbte verschiedene Quittungen, Rechnungen, Scheckbücher, Andenken, Zeitungsausschnitte aus der Präsidentschaft seines Großvaters und Korrespondenzbriefe von Politikern wie Ulysses S. Grant, James A. Garfield, Millard Fillmore, James G. Blaine und anderen. Er erhielt abgeschriebene Kopien verschiedener wichtiger Dokumente. Arthur diente 1940 während der Regierung von Franklin D. Roosevelt als Sekretär der Demokratischen Partei Kaliforniens, trat aber im folgenden Jahr zurück, da er der Überzeugung war, dass die Partei ihre Prinzipien verraten habe. Während des Zweiten Weltkriegs diente Arthur in der United States Army und der Handelsmarine.
Nach dem Krieg zog Arthur nach New York und begann, eine Familiengeschichte zu schreiben, die jedoch nie vollendet wurde. 1949 kehrte er nach Kalifornien zurück und unterrichtete viele Jahre lang Klassen im San Quentin State Prison. Im Jahr 1952 machte er einen Bachelor-Abschluss am San Francisco State College. Da er oft knapp bei Kasse war, verkaufte Arthur in den 1950er und 1960er Jahren Zeitungen auf den Straßen von San Francisco. Zur gleichen Zeit begann er, als Astrologe bekannt zu werden.

### The Circle of Sex
Als Sexualwissenschaftler veröffentlichte er 1962 das Buch The Circle of Sex, in dem er die menschliche Sexualität durch die Linse der Yin-Yang-Polaritäten analysierte. Anstelle der von Alfred Kinsey entwickelten linearen Skala stellte sich Arthur die Sexualität als ein Rad mit zwölf Ausrichtungen vor, sechs für jedes Geschlecht. Die zwölf Typen entsprachen dem 12-Stunden-Zifferblatt und Arthur illustrierte jeden mit einem historischen Archetyp, wie Don Juan, Sappho und Lady Chatterly. 1966 veröffentlichte er eine erweiterte Ausgabe desselben Titels. In dieser Ausgabe behauptete er, dass bei seinem ersten Besuch bei Edward Carpenter beide eine sexuelle Beziehung entwickelt hätten. Carpenter erzählte ihm später, dass er auch mit dem amerikanischen Schriftsteller Walt Whitman sexuell verkehrt habe. Arthur, der selbst bisexuell war, soll auch mit Neal Cassady geschlafen haben.

### Astrologie und Aktivitäten in der Gegenkultur
Arthur war mit vielen Vertretern der Beat-Generation befreundet, darunter Allen Ginsberg und Alan Watts. Er war in der frühen Schwulenbewegung aktiv und gehörte auch zu den führenden Köpfen der Haight-Ashbury-Gegenkultur. Arthur nutzte seine Astrologie, um das Datum für die erste „Human Be-In“-Veranstaltung am 14. Januar 1967 zu bestimmen. Über 30.000 Menschen nahmen an der Veranstaltung teil. Während der Präsidentschaft von John F. Kennedy half er laut New York Times der First Lady Jacqueline Kennedy dabei, „Kunstgegenstände zu finden, die von früheren Präsidenten aufbewahrt und vergessen wurden“. Arthur glaubte, dass er in spiritueller Verbindung mit den örtlichen Chumash-Indianern stehe. Nach Aussagen verschiedener seiner Freunde, darunter F. Scott Fitzgerald, Ernest Hemingway, Eleanor Roosevelt und Winston Churchill, bezeichnete sich Arthur selbst als „Prä-Hippie-Hippie“.

## Privatleben

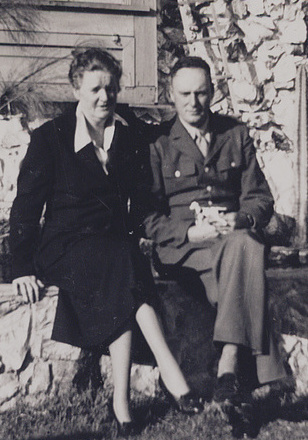
Gavin mit seiner zweiten Frau Esther Murphy Strachey in den 1940er Jahren

Arthur war dreimal verheiratet. Im Jahr 1922 heiratete er Charlotte Joy Johnson, von der er sich 1932 scheiden ließ. Drei Jahre später heiratete er Esther Murphy Strachey, von der er sich 1961 scheiden ließ. Seine letzte Ehe, mit Ellen Jansen, schloss er 1965.
Arthur starb am 28. April 1972 im Fort Miley Veterans Hospital in San Francisco. Er ist auf dem Albany Rural Cemetery begraben. Da er keine eigenen Kinder hatte, war er der letzte lebende Nachkomme seines Großvaters, Präsident Chester A. Arthur. Seine Papiere, darunter viele Familienpapiere, wurden kurz nach seinem Tod der Library of Congress übergeben.